# پرسوپیرون
پروسپیرون (Lullan) یک داروی ضدروان‌پریشی آتیپیک از خانواده آزاپیرون است. این دارو در سال ۲۰۰۱ توسط داینیپون سومیتومو فارما در ژاپن برای درمان اسکیزوفرنی و موارد حاد شیدایی دوقطبی معرفی شد.

## همچنین ببینید
- آزاپیرون
- زوتپین